# Sthenolepis fimbriarum
Sthenolepis fimbriarum är en ringmaskart som först beskrevs av Hartman 1939.  Sthenolepis fimbriarum ingår i släktet Sthenolepis och familjen Sigalionidae. Inga underarter finns listade i Catalogue of Life.